# Blantyre (Scozia)
Blantyre (gaelico: Baile an t-Saoir) è una cittadina scozzese situata nell'area amministrativa del Lanarkshire Meridionale, nella parte occidentale delle Lowlands Centrali.
Ha una popolazione di circa 17 000 abitanti ed è nota soprattutto per essere la città natale di
David Livingstone, la cui casa natale ora è un museo. Dei missionari scozzesi diedero il nome Blantyre ad una città da loro fondata nel Malawi nel 1876.

## Bothwell Castle

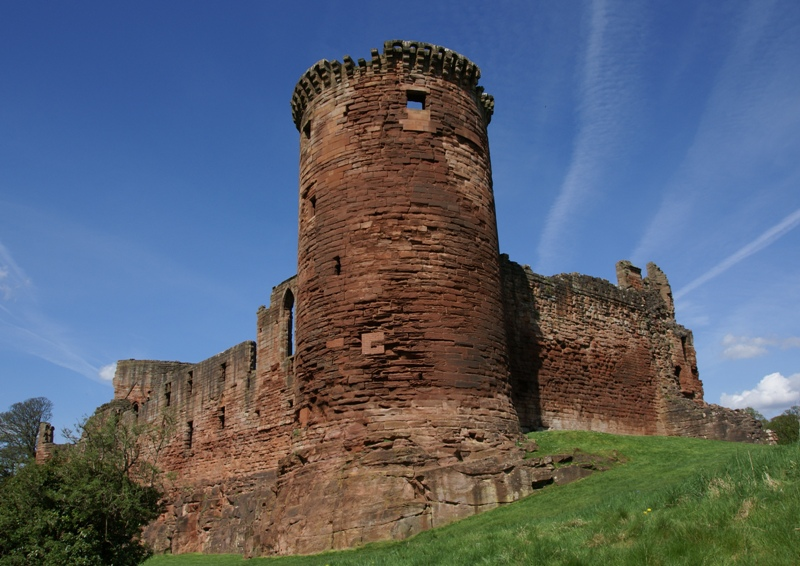
Bothwell Castle

Poco distante dalla cittadina si trova il Bothwell Castle uno dei più spettacolari castelli medievali scozzesi risalente al XIII secolo.